# Søren Christensen (rigsombudsmand)
Søren Christensen (Gentofte, 31 oktober 1940) is een voormalig Deens ambtenaar. Van 2005 tot 2008 was hij rigsombudsmand  voor de Faeröer. 

## Loopbaan
Christensen studeerde in 1968 af in rechten (Deens: juridisk kandidat) aan de hogeschool van Kopenhagen. Hij was onder andere secretaris van de gemeente Randers, hoofd van het departement voor administratie en personeel van het ministerie van financiën (1986–1994), hoogste ambtenaar van de provincie Kopenhagen (1994–1996) en secretaris-generaal van de Noordse Raad van Ministers (1997–2003). Na zijn termijn als secretaris-generaal was hij de Deense vertegenwoordiger in het Noordse Comité voor Samenwerking, het dagelijks bestuur van de Noordse Raad. Van 1 augustus 2005 tot 1 januari 2008 was hij rigsombudsmand voor de Faeröer. Sinds 1995 is hij tevens associate professor aan de Copenhagen Business School.

## Persoonlijk leven
Hij trouwde in 1964 met Inge Christensen (22 oktober 1940). 

## Onderscheidingen
- Commandeur in de Orde van de Dannebrog, 2006